# Oorsprong van het leven
De oorsprong van het leven, soms aangeduid met de term abiogenese, is het natuurlijke proces waarbij leven is ontstaan uit niet-levende materie, zoals eenvoudige organische verbindingen. De heersende wetenschappelijke hypothese stelt dat de overgang van niet-levende naar levende materie geen afzonderlijke gebeurtenis was, maar een evolutionair proces van toenemende complexiteit dat samenging met moleculaire zelfreplicatie, zelforganisatie, autokatalyse en de ontwikkeling van celmembranen. Er zijn vele mechanismen voorgesteld voor het ontstaan van de verschillende stadia. Van sommige stappen in het proces is echter onduidelijk hoe ze konden verlopen.
Abiogenese wordt bestudeerd door een combinatie van inzichten uit de moleculaire biologie, paleontologie, astrobiologie, geochemie en biochemie. Al het leven kenmerkt zich door vier groepen biomoleculen: lipiden (membranen), koolhydraten (suikers), aminozuren (eiwitten) en nucleïnezuren (zelfreplicerend DNA en RNA). Een succesvolle theorie van abiogenese zou de oorsprong en interacties van deze biomoleculen moeten kunnen verklaren. Volgens moderne opvattingen stamt het huidige leven af van een RNA-wereld.
Het klassieke Miller–Urey-experiment uit 1952 toonde aan dat aminozuren, de chemische bouwstenen van de eiwitten die in alle levende organismen worden gebruikt, spontaan kunnen worden gesynthetiseerd uit anorganische verbindingen onder omstandigheden die overeenkomen met die van de vroege aarde. Er zijn verschillende energiebronnen voorgesteld die deze reacties kunnen hebben aangedreven, waaronder bliksem en straling.
De Aarde is de enige plaats in het universum waarvan bekend is dat er leven voorkomt, en fossiele resten van de vroege aarde zijn de basis van veel onderzoek naar abiogenese. De ouderdom van de Aarde is geschat op ongeveer 4,6 miljard jaar; het vroegste algemeen geaccepteerde bewijs voor leven op bijna 3,5 miljard jaar geleden.

## Omschrijving
Abiogenese is de natuurwetenschappelijke verklaring voor de oorsprong van het leven, dus zonder bovennatuurlijke of metafysische inbreng. Het eerste leven is ooit ontstaan als gevolg van de tegenwoordig ook voorkomende chemische en fysische processen. Deze aanname is bekend als het uniformitarianisme: de natuurkundige wetten en tegenwoordig waarneembare processen waren ook in het verleden werkzaam en vormen daarmee de sleutel om de totstandkoming van de huidige wereld na te gaan.
De term abiogenese moet niet verward worden met spontane generatie zoals men dat in de oudheid meende waar te nemen (zoals: "muizen ontstaan in graan", "maden ontstaan in rottend vlees"). Vanaf de 17e eeuw is een belangrijk principe in de biologie dat leven alleen ontstaat uit ander leven: Omne vivum ex ovo (al het leven komt uit een ei). De klassieke opvatting van spontane generatie is volgens moderne inzichten een onmogelijkheid. Maden verschijnen in rottend vlees omdat vliegen daar hun eieren hebben gelegd, muizen duiken op in graanschuren, omdat ze van elders komen, en zich in een dergelijk voedselparadijs snel voortplanten.
De vraag is echter hoe het eerste leven ooit begonnen is; het leven waar al het andere leven uit is voortgekomen. Er bestaan verschillende hypothesen van abiogenese, maar geen ervan is algemeen geaccepteerd en empirische ondersteuning is schaars. Alle hypothesen gaan uit van het feit dat de moleculen die de eerste cellen vormden werden gesynthetiseerd onder natuurlijke omstandigheden door een langzaam proces van chemische evolutie, en dat deze moleculen zich vervolgens gingen organiseren tot een ordelijk systeem met biologische eigenschappen. Het is goed om hierbij in het achterhoofd te houden dat het eerste leven nog niet te duchten had van natuurlijke vijanden of infecties, omdat die immers nog niet bestonden. Ook konden organische stoffen die als bouwsteen van het leven of als voedingsmiddel konden dienen, relatief lang blijven bestaan omdat ze immers niet opgegeten werden door voedselconcurrenten.

### Huidige modellen
Moleculair bioloog John Desmond Bernal stelde in 1967 een drietrapsmodel op over de ontwikkeling van niet-levende materie naar primitief leven. De drie stappen in dit model weerspiegelen in eenvoudige lijnen de basale onderzoeksthema's van de abiogenesetheorie:
1. de vorming van biologische monomeren (eenvoudige organische verbindingen, zoals aminozuren en nucleotiden);
2. de vorming van biologische polymeren (zelfreplicerende macromoleculen zoals RNA);
3. de evolutie van deze moleculen naar cellen of systemen met een intern metabolisme (het eerste leven).

Bernal gaf aan dat de evolutie naar cellen begon tussen stadia 1 en 2. Hij beschouwde het derde stadium – het proces waarbij membraancompartimenten ontstaan waarin nieuwe biochemische reacties kunnen verlopen – als het moeilijkst om experimenteel vast te stellen. Modern onderzoek laat zien dat al deze drie ontwikkelingsstappen, in meer of mindere mate, reproduceerbaar zijn.
De ontwikkeling van complexiteit door enkel chemische processen wordt chemische evolutie genoemd. Chemische evolutie is een belangrijk concept binnen de abiogenesehypothese. Verschillende onderzoeksteams hebben aangetoond dat evolutie – inclusief replicatie, variatie en natuurlijke selectie – kan plaatsvinden in populaties van moleculen. Sol Spiegelman, een Amerikaans microbioloog, maakte gebruik van deze natuurlijke selectie om het 'Spiegelman-monster' te synthetiseren: een RNA-keten van 218 nucleotiden, die geëvolueerd was uit een bacterieel RNA-molecuul van 4500 nucleotiden. Manfred Eigen bouwde voort op het werk van Spiegelman en produceerde een vergelijkbaar RNA-molecuul van slechts 48 of 54 nucleotiden; de minimale lengte van RNA die nog gerepliceerd kan worden.
Ook NASA heeft verschillende modellen opgesteld voor abiogenese-onderzoek. NASA stelt zich ten doel om interacties, intermediaire structuren en functies, energiebronnen en omgevingsfactoren te identificeren die hebben bijgedragen aan de diversiteit, selectie en replicatie van evolueerbare macromoleculaire systemen. De nadruk ligt daarbij op het in kaart brengen van welke polymeren bij de oorsprong van het leven een rol hebben gespeeld. Het ontstaan van polymeren die zichzelf kunnen repliceren, genetische informatie kunnen opslaan en eigenschappen kunnen vertonen waar selectie op kan inspelen, was vermoedelijk een cruciale stap in de emergentie van levende systemen.

## Begripsgeschiedenis
Charles Darwin besefte al dat er een grote vraag openstond bij zijn evolutietheorie: de herkomst van de voorouder van alle organismen. In een brief aan zijn collega J. Hooker uit 1871 speculeerde hij er wel over, maar naar de stand van de wetenschap toentertijd was dit probleem niet op te lossen.
Aleksandr Oparin en John Haldane waren in de jaren 20 van de twintigste eeuw de eersten die een verantwoorde hypothese opstelden voor het chemische ontstaan van de eerste 'levensmoleculen'. Beiden gingen ervan uit dat de chemische omstandigheden in het begin van de aardse geschiedenis gunstig waren voor de vorming van complexe moleculen. Oparin beredeneerde dat onder invloed van zonlicht een "oersoep" van organische moleculen kan worden gecreëerd in een zuurstofloze atmosfeer. Oparin stelde ook een proces voor om die prebiotische elementen samen te brengen in een soort protocellen: 'coacervaten'.

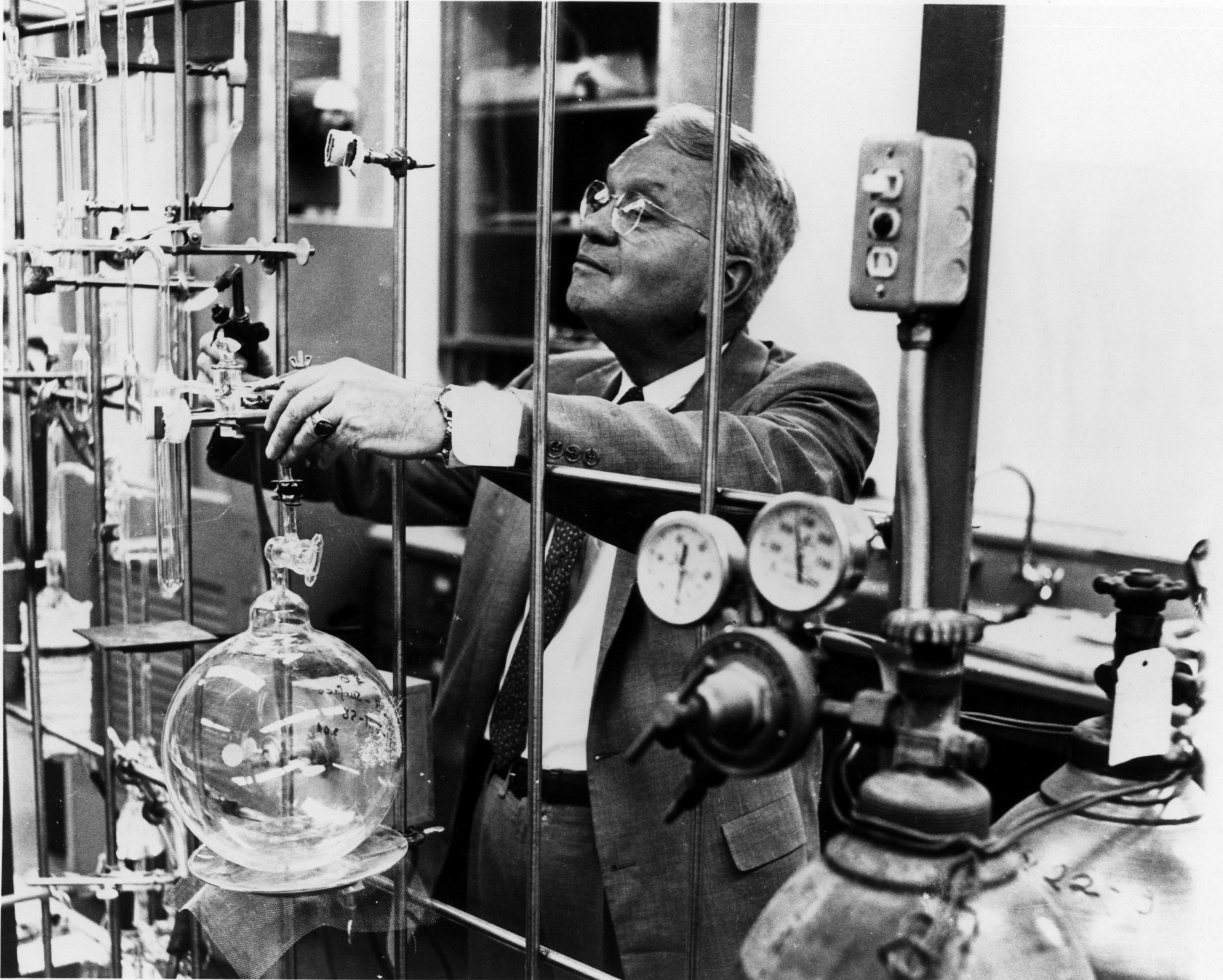
Harold Urey, docent van Stanley Miller, in een laboratorium van de Universiteit van Chicago

Het beroemd geworden Miller-Urey-experiment was een eerste experimentele toetsing van deze theoretische beschouwingen. Het experiment, dat in 1953 werd uitgevoerd onder leiding van Stanley Miller en Harold Urey, toonde aan dat organische moleculen inderdaad kunnen ontstaan in een levenloze omgeving. In het experiment werd de vermoedelijke toestand van de vroege Aarde nagebootst in een laboratorium. In een mengsel van waterdamp, methaan, ammoniak en waterstofgas werden elektrische ontladingen opgewekt. Na een week bleek dat er een aanzienlijke hoeveelheid organische moleculen was ontstaan, inclusief aminozuren (de bouwstenen van eiwitten). Van de aanwezige koolstof bevond zich 10-15% in organische moleculen. Twee procent van de koolstof was gebonden (als twee verschillende aminozuren). De ene helft van de geproduceerde aminozuren was linksdraaiend, de andere helft rechtsdraaiend.

## Moleculaire basis van het leven
De bijna oneindige verscheidenheid van biomoleculen die aangetroffen wordt in de diverse levensvormen (bacteriën, archaea, planten, dieren en schimmels) vertoont een opmerkelijk aantal onderlinge overeenkomsten. Om een chemische verklaring van het ontstaan van leven te kunnen geven, is het belangrijk om deze relaties in wetenschappelijke termen te preciseren. Drie belangrijke kenmerken van het leven op Aarde zijn als volgt:
- De basis van iedere cel wordt gevormd door eiwitten en andere organische moleculen. Eiwitten bestaan uit ketens van aminozuren. Eiwitstructuren zijn voornamelijk van belang door hun katalytische en structurele functies.
- Een vorm van stofwisseling is onontbeerlijk voor de energievoorziening van het organisme. Door stofwisseling kan energie en materie in het organisme worden gebruikt om een stabiele, vitale toestand te handhaven (door entropie lokaal laag te houden).
- Leven moet zich kunnen voortplanten (zelfreplicatie). Al het leven op aarde gebruikt daarbij DNA of RNA om genetische eigenschappen door te geven aan nakomelingen. In deze nucleïnezuren, die elk een biologisch polymeer zijn van nucleotiden, staan alle codes voor de eiwitten die het individu gedurende zijn leven nodig heeft. De specifieke combinatie van eiwitcodes (genen) in het DNA bepaalt uiteindelijk de karakteristieken van het individu.

Alle genoemde kenmerken zijn essentieel voor het leven zoals wij dat kennen. De modellen voor abiogenese moeten niet alleen het ontstaan van deze kenmerken afzonderlijk verklaren, maar ook hoe deze bij elkaar hebben kunnen komen om de eerste cel te vormen.

### Oorsprong van organische verbindingen
Alle chemische elementen, behalve waterstof en helium, zijn in de eerste plaats ontstaan uit stellaire nucleosynthese. In 2016 maakten astronomen bekend dat de meest basale chemische bestanddelen van het leven – het koolstof-waterstofmolecuul (CH•), het koolstof-waterstof-ion (CH+) en het koolstof-ion (C+) – voornamelijk gevormd worden onder invloed van ultraviolet licht afkomstig uit sterren. Complexe moleculen, zoals organische verbindingen, vormen zich van nature door interacties tussen deze deeltjes, zowel vrij in de ruimte als op hemellichamen. Computersimulaties hebben uitgewezen dat de organische moleculen die nodig zijn voor leven, gevormd konden zijn in de protoplanetaire schijf rond de zon, nog vóór het ontstaan van de planeten. Kort na de vorming van de aarde stond het zonnestelsel bloot aan een groot aantal inslaande meteorieten: het Late Heavy Bombardment. In deze periode zouden veel organische moleculen vanuit de ruimte op aarde terecht zijn gekomen.
Op een hemellichaam zoals de aarde vinden voortdurend chemische reacties plaats onder invloed van UV-licht, redoxkoppeling of elektrische ontladingen tijdens bliksem. Dit kan zowel op het oppervlak van de planeet als in een waterlichaam plaatsvinden. In 1977 werd ontdekt dat hydrothermale bronnen gunstige omgevingen zijn voor aanhoudende synthese van organische stoffen. Thermische gradiënten met reactieve gassen (magmatisch CO2, H2S) en opgeloste elementen (H2) zijn goede voorwaarden voor het laten verlopen van redoxreacties (reacties met overdracht van chemische energie) waaruit complexere verbindingen ontstaan.
In hydrothermale bronnen bestaat een sterke thermodynamische tendens om organische verbindingen te vormen. Zeewater en hydrothermische vloeistoffen kunnen zich vermengen en overgaan naar een stabielere toestand (een exergoon proces). De vrijgekomen energie wordt gemaximaliseerd bij ongeveer 100–150 graden Celsius, precies de temperaturen waarbij de thermofiele bacteriën en archaea gedijen: organismen die aan de basis staan van de fylogenetische stamboom, dicht bij de Last Universal Common Ancestor (LUCA).
Het accumuleren van organische moleculen wordt beschouwd als een essentiële stap voor de oorsprong van het leven. Het identificeren en begrijpen van de mechanismen die hebben geleid tot de productie van prebiotische moleculen is van cruciaal belang voor het opstellen van de inventaris van bouwstoffen waaruit het leven op aarde is ontstaan, ervan uitgaande dat de vorming van deze moleculen uiteindelijk de selectie van moleculen heeft beïnvloed waaruit het leven is voortgekomen.

### Chemische synthese
Chemische reacties waaruit complexe moleculen ontstaan (zoals polymerisatie), kunnen worden aangedreven door verschillende natuurlijke energiebronnen, zoals geothermie, straling van de zon en bliksemontladingen. Al in de jaren 1860 werden experimenten gedaan die aantoonden dat organische moleculen spontaan kunnen worden geproduceerd door interacties tussen eenvoudige koolstofbronnen en anorganische katalysatoren. Experimenten van Butlerov (de formose-reactie) lieten zien dat tetroses, pentoses en hexoses worden geproduceerd wanneer formaldehyde wordt verwarmd onder basische omstandigheden met tweewaardige metaalionen zoals calcium.
Formamide kan worden omgezet in alle vier de ribonucleotiden wanneer het, in aanwezigheid van mineralen, verwarmd wordt. Formamide is alomtegenwoordig in het universum, en ontstaat uit de reactie van water met waterstofcyanide (HCN). Om die reden wordt formamide vaak beschouwd als mogelijke precursor van organische verbindingen, mede omdat het gemakkelijk accumuleert in natuurlijke reservoirs. Daarnaast speelt HCN een rol in andere chemische syntheseprocessen, zoals de vorming van het aminozuur glycine.
Ten tijde van het Miller–Urey-experiment ging men ervan uit dat de vroege aarde een reducerende atmosfeer had: een gas bestaande uit moleculen die relatief rijk waren aan waterstof en arm waren aan zuurstof (zoals CH4 en NH3 in tegenstelling tot CO2 en NO2). De huidige wetenschappelijke consensus stelt echter dat de vroege aardatmosfeer zwak reducerend of zelfs neutraal was. Een dergelijke atmosfeer zou zowel de hoeveelheid als de variëteit aan aminozuren die kunnen worden geproduceerd sterk verminderen. Toch zijn er ook in deze omstandigheden syntheseroutes ontdekt (met ijzer- en carbonaatmineralen) die een gevarieerd scala aan aminozuren kunnen hebben geproduceerd. Ander onderzoek richt zich op twee andere potentiële reducerende omgevingen: de ruimte en hydrothermale bronnen in diepzee.

### Zelforganisatie in dissipatieve systemen
Ilya Prigogine onderzocht hoe dissipatieve systemen ver buiten een thermische evenwichtstoestand zelforganiserende systemen konden ontwikkelen Crooks en Jarzynski maakten duidelijk hoe dissipatieve systemen als voorbeelden van irreversibele processen toch aan allerlei thermodynamische wetten, in het bijzonder de productie van entropie, kunnen voldoen. Zo blijkt de kans op een irreversibel proces toe te nemen afhankelijk van de toename van entropie, in verhouding tot het corresponderende reversibele proces:
{\displaystyle {\frac {P_{F}(\Delta S)}{P_{R}(-\Delta S)}}=exp(\Delta S)}
Hierin is {\displaystyle P_{F}} de kans op het voorwaartse irreversibele proces en {\displaystyle P_{R}} de kans op hetzelfde, maar reversibele proces in omgekeerde tijdrichting.
Op basis hiervan ontwikkelde Jeremy England de theorie dat zelfregulerende systemen door dissipatie van energie (en dus toenemende entropie in hun omgeving) daar voordeel van kunnen hebben bij de Darwiniaanse natuurlijke selectie. Dit werpt mogelijk een geheel nieuw licht op het ontstaan van het leven.

## Zelfreplicatie en de RNA-wereld
Zelforganisatie en zelfreplicatie worden vaak beschouwd als eigenschappen die karakteristiek zijn voor levende systemen. Het is echter mogelijk dat onder de juiste condities levenloze materie deze verschijnselen ook vertoont. Stan Palasek suggereerde op basis van een theoretisch model dat zelfassemblage van ribonucleïnezuur (RNA) spontaan kan optreden als gevolg van fysische factoren. Ook het zelfassemblageproces waarvan virussen gebruik maken werpt licht op hypothesen voor abiogenese, omdat het bijdraagt aan de plausibiliteit dat het leven begonnen kan zijn door zelfassemblage van organische moleculen.

### RNA-wereld

Ribosoomdeel van de bacterie Haloarcula marismortui. Eiwitten zijn in blauw weergegeven en de twee rRNA-ketens in oranje en geel.

De RNA-wereld is een belangrijke hypothese binnen de abiogenesetheorie. De hypothese stelt dat in de vroege aarde zelfreplicerend en katalytisch RNA aanleiding gaf tot de ontwikkeling van de eerste levensvormen. In deze 'wereld' van enkel RNA waren de tegenwoordig universele moleculen DNA en eiwitten nog afwezig. Het wordt momenteel algemeen geaccepteerd dat het huidige leven op aarde afstamt van een RNA-wereld, hoewel er misschien vergelijkbare moleculen hebben bestaan die aan RNA voorafgingen. RNA, een enkelstrengs nucleïnezuur dat in alle organismen een functie heeft in genexpressie, heeft, net zoals DNA, de unieke mogelijkheid om genetische informatie te dragen én, net als eiwitten, reacties te katalyseren. De ontdekking dat RNA niet alleen erfelijke informatie kan dragen, maar ook enzymatische activiteiten vertoont, leidde tot de hypothese dat RNA de oorspronkelijke basis was van de eerste levensvormen. De hypothese werd uitgewerkt en kreeg naam door Walter Gilbert in 1986.
Het ribosoom, een moleculair complex dat de eiwitsynthese verzorgt, stond aan de basis van onderzoek naar de RNA-wereld. Een ribosoom bestaat voor een groot deel uit RNA-ketens (ribosomaal RNA). De ontdekking dat deze RNA-ketens in ribosomen de vorming van peptidebindingen katalyseren was een sterke aanwijzing voor het bestaan van de RNA-wereld. Het is waarschijnlijk dat het voorouderlijke ribosoom volledig uit RNA was samengesteld. Belangrijke resterende vragen over dit onderwerp zijn onder meer welke selectiedrukken een rol speelden bij de evolutie van het ribosoom, en hoe de genetische code is ontstaan.
Ondanks de vele experimentele en theoretische inspanningen omtrent de RNA-wereld, bestaan er nog geen steekhoudende hypothesen voor de oorsprong van replicatie en translatie, twee processen die samen ten grondslag liggen aan levende organismen en vereist zijn voor evolutie. Volgens biochemicus Eugene Koonin biedt het concept van een RNA-wereld wellicht de beste antwoorden op deze vraagstukken, maar tot nu toe verklaart het onvoldoende hoe een efficiënt replicatieproces of translatiesysteem aan eenvoudige chemie ontsproten kunnen zijn.

#### Virale oorsprong
Een andere hypothese stelt dat het leven in de RNA-wereld mogelijk is ontstaan uit een virus-achtig systeem. Een van de moeilijkheden bij het bestuderen van hoe virussen zijn ontstaan is hun sterk muterende karakter; het genetisch materiaal van een virus verandert dermate snel dat men weinig kan zeggen over hun fylogenie. In een onderzoek uit 2015 werden eiwitstructuren van organismen uit verschillende domeinen van het leven vergeleken, in een poging om de evolutionaire geschiedenis te reconstrueren. De onderzoekers concludeerden dat eiwitstructuren een betere indruk geven van oude gebeurtenissen dan DNA of RNA, omdat hun driedimensionale structuren in de evolutie gehandhaafd (geconserveerd) blijven, zelfs als de sequenties die ervoor coderen veranderen. Hiermee is het proteoom van een virus mogelijk een aanwijzing voor de evolutionaire geschiedenis van het leven op lange termijn.

### RNA-synthese en replicatie
Er zijn tal van hypothesen omtrent de vorming van RNA-moleculen voorgelegd. Dergelijke complexe organische moleculen kunnen gevormd worden in reacties die plaatsvinden op kleisubstraten of op het oppervlak van het mineraal pyriet. Wanneer de concentratie van RNA-bouwstenen hoog genoeg is, kunnen de moleculen polymeriseren tot korte ketens.
In het laboratorium zijn korte RNA-moleculen gesynthetiseerd die in staat waren zichzelf te repliceren: door hun ruimtelijke vorm kon een complementaire streng gevormd worden. Daarnaast is aangetoond dat een RNA-keten niet alleen RNA-monomeren, maar ook korte RNA-sequenties aan elkaar kan koppelen. RNA kan dus in beginsel aanleiding geven tot een autokatalytisch systeem. Als autokatalytische RNA-moleculen eenmaal zijn ontstaan, zal via natuurlijke selectie de streng met de meeste efficiënte replicatievermogens het best vermeerderen en zichzelf in stand houden. Er zijn experimenten gedaan waarbij RNA-moleculen op deze manier nieuwe functies ontwikkelden (emergentie).

## Celvorming

### Protocellen

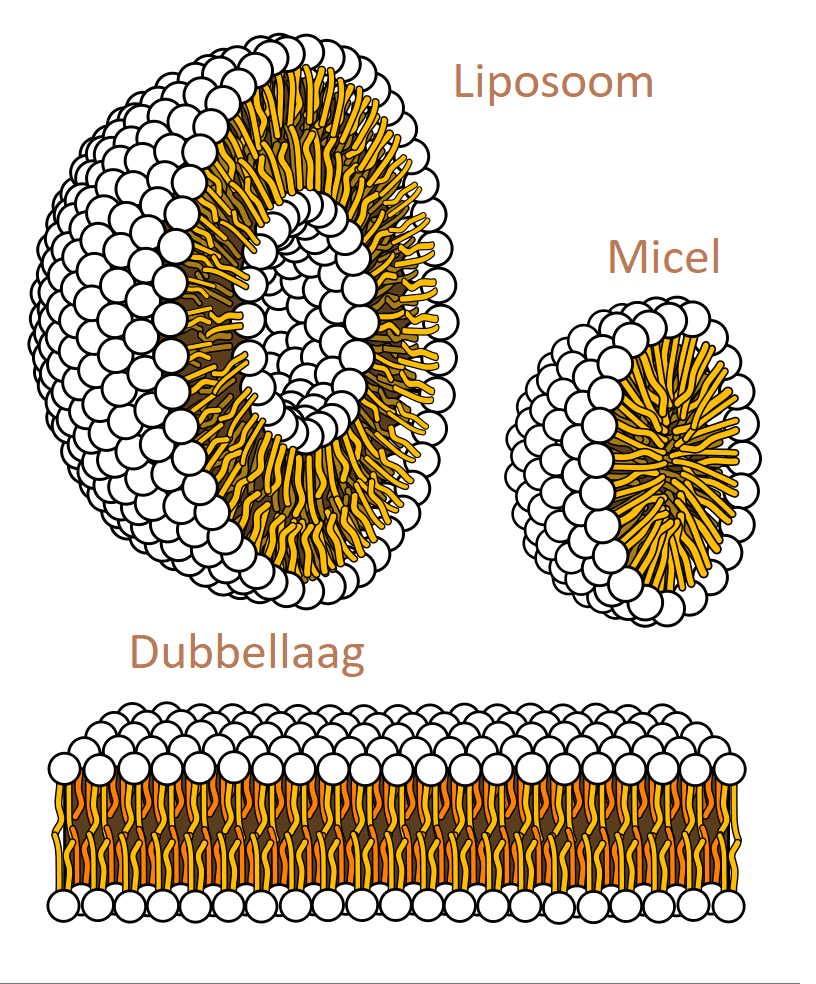
De drie hoofdstructuren die fosfolipiden en andere lipideverbindingen vormen in water. Het liposoom (protocel), de micel en de dubbellaag.

Een protocel is een zelfgeorganiseerd, bolvormig lichaam van lipiden. De emergentie van protocellen was een doorslaggevende stap in de ontwikkeling van het eerste leven. Een centrale vraag hieromtrent is op welke manier protocellen hebben bijgedragen aan het reproductieve succes van de volgende generatie die de evolutie van het leven aanstuurde. Ondanks dat een echte, functionele protocel nog nooit in het laboratorium is gemaakt, zijn wetenschappers van mening dat het bestaan hiervan zeer goed mogelijk is.
Volgens de tweede wet van de thermodynamica leiden alle processen in het universum met energieomzetting tot een toename van entropie. Het leven onderscheidt zich hier echter van door zijn grote mate van ordening. Om biologische orde te handhaven (de entropie lokaal laag te houden) is een grens nodig waarin levensprocessen worden gescheiden van niet-levende materie. Bij alle levende wezens neemt die grens de vorm aan van een membraan, bestaande uit een lipide dubbellaag. Onderzoek wijst uit dat lipidemoleculen (die van nature gevormd worden uit koolstofmonoxide en waterstofgas in de aardkorst) in warm water samenklonteren tot kleine lichaampjes genaamd micellen. Wanneer de concentratie lipiden hoog genoeg is, zullen de micellen samensmelten tot dunne vliezen die zich spontaan herorganiseren tot bolvormige lichaampjes. Het resultaat is een stabiel, hol compartiment dat sterk lijkt op het membraan van een levende cel.
De eenvoudige protocellen hebben in essentie al veel gemeen met de membranen van tegenwoordige prokaryotische cellen. Ze vertonen vormen van differentiële reproductie en opslag van energie. Kleine organische moleculen die de protocellen binnenkomen, kunnen stofwisselingsprocessen ondergaan zonder dat de producten wegdiffunderen. Hierop kan de chemische evolutie inspelen. Ook geladen deeltjes (ionen) kunnen niet het membraan passeren, zodat er een elektrochemisch gradiënt kan ontstaan. Gradiënten van deeltjes kunnen weer nieuwe reacties aandrijven.